# Comté de Lamar (Texas)
Pour les articles homonymes, voir Comté de Lamar.
Le comté de Lamar, en anglais : Lamar County, est un comté situé dans le nord-est de l'État du Texas aux États-Unis. Fondé le 17 décembre 1840, son siège de comté est la ville de Paris. Selon le recensement des États-Unis de 2020, sa population est de 50 088 habitants. Le comté a une superficie de 2 415 km2, dont 2 375 km2 en surfaces terrestres. Il est nommé en l'honneur de Mirabeau Bonaparte Lamar, le deuxième président de la république du Texas.

## Comtés adjacents
| Comté de Bryan Oklahoma | Comté de Choctaw Oklahoma |                    |
| Comté de Fannin         | comté de Lamar            | Comté de Red River |
|                         | Comté de Delta            |                    |

## Démographie
Lors du recensement de 2010, le comté comptait une population de 49 793 habitants. Elle est estimée, en 2017, à 49 587 habitants.

Pyramide des âges du comté de Lamar (Texas) (2000).